# ارغوانی (آلبوم)
«بنفش» (به انگلیسی: Purple) آلبومی از استون تمپل پایلتس است که در سال ۱۹۹۴ میلادی منتشر شد.